# Richard Tice
Richard James Sunley Tice (Farnham, 13 settembre 1964) è un imprenditore e politico britannico, deputato del Parlamento britannico e vice leader di Reform UK dal 2024, dopo averne ricoperto la guida per due volte, oltre che ex eurodeputato.

## Biografia
Richard Tice è il nipote dello sviluppatore di proprietà Bernard Sunley e sua madre è il vice luogotenente Joan M. Tice.
È nato a Farnham, nel Surrey e cresciuto nelle Midlands. Ha studiato alla Northamptonshire Preparatory School e poi alla Uppingham School, che ha frequentato nel 1978. Ha quindi conseguito una bachelor's degree in economia delle costruzioni e gestione dei costi nell'edilizia presso l'Università di Salford. Professionalmente legato al settore immobiliare da molti anni, ha lavorato in Gran Bretagna e Francia. Nel 1991 ha creato la società di costruzioni del gruppo Sunley, che ha gestito fino alla sua vendita nel 2006. In seguito ha gestito la propria attività nel settore della consulenza, è stato direttore esecutivo della società di investimento CLS Holdings, è quindi diventato partner e direttore generale di Quidnet Capital. Ha svolto la funzione di presidente del consiglio di amministrazione dell'istituzione scolastica della Northampton Academy. È stato coinvolto anche nelle attività della fondazione di beneficenza fondata da suo nonno Bernard Sunley.
È stato un membro di lunga data del Partito Conservatore. Nel 2015 ha co-fondato ed è diventato il presidente dell'iniziativa Leave.EU, guidando e finanziando la campagna per la Gran Bretagna di lasciare l'Unione europea. Poco dopo il referendum del 2016, è diventato copresidente di Leave Means Leave, una nuova organizzazione di lobbying per l'attuazione della Brexit. Nel 2019 è diventato presidente, e successivamente leader nel 2021, del Partito della Brexit (poi rinominato Reform UK), il nuovo gruppo di Nigel Farage. Nello stesso anno ha ottenuto il mandato di membro del Parlamento europeo per la IX legislatura fino al 31 gennaio 2020, giorno dell'uscita definitiva del Regno Unito dall'Unione europea.